# Haarlemse Honkbalweek 1972

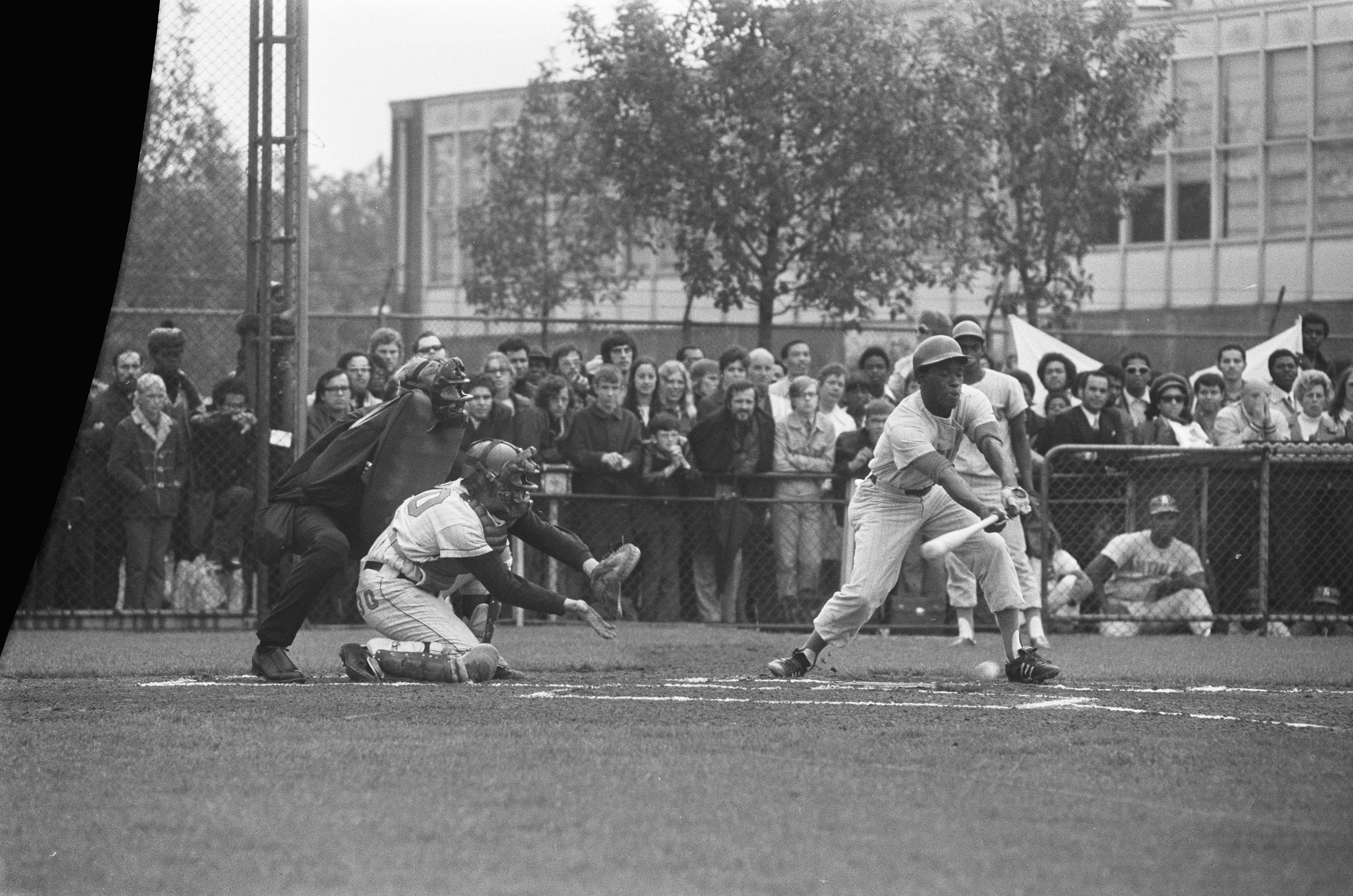
Haarlemse honkbalweek, wedstrijd Nederland-Nederlandse Antillen (4-2), 9 juli 1972

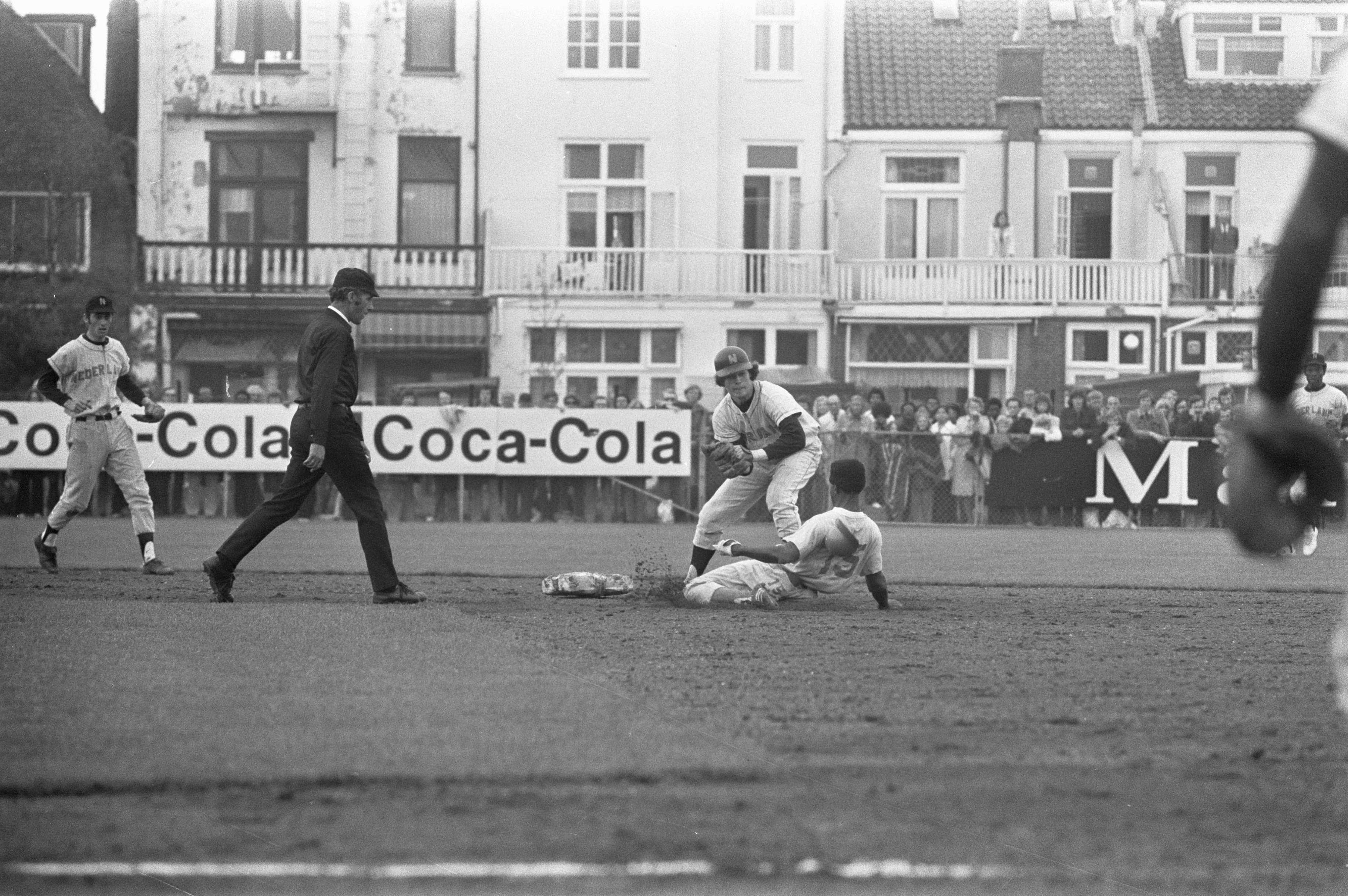
Charles Urbanus jr. vangt Chicki Gumbs uit, 9 juli 1972

De Haarlemse Honkbalweek 1972 was een honkbaltoernooi gehouden in Haarlem van 30 juni tot en met 9 juli 1972.
Het toernooi werd gehouden in het Pim Mulierstadion in Haarlem. De deelnemende teams werden onderverdeeld in twee poules.

Poule A
- Cuba - winnaar
- Sullivans (Amerika) - tweede plaats
- Alaska Goldpanners (Amerika) - derde plaats
- Nicaragua - vierde plaats

Poule B
- Nederlandse Antillen - winnaar
- Nederland - tweede plaats
- Italië - derde plaats

1e in 1961 · 2e in 1963 · 3e in 1966 · 4e in 1968 · 5e in 1969 · 6e in 1971 · 7e in 1972 · 8e in 1974 · 9e in 1976 · 10e in 1978 · 11e in 1980 · 12e in 1982 · 13e in 1984 · 14e in 1988 · 15e in 1990 · 16e in 1992 · 17e in 1994 · 18e in 1996 · 19e in 1998 · 20e in 2000 · 21e in 2002 · 22e in 2004 · 23e in 2006 · 24e in 2008 · 25e in 2010 · 26e in 2012 · 27e in 2014 · 28e in 2016 · 29e in 2018